# فيريسيمو كوريا سيبرا
فيريسيمو كوريا سيبرا (بالبرتغالية: Veríssimo Correia Seabra‏) (و. 1947 – 2004 م) هو سياسي من غينيا بيساو ولد في بيساو.
تولى منصب رئيس غينيا بيساو (2003-09-14–2003-09-28) .